# Kragenspiegel (Bundeswehr)

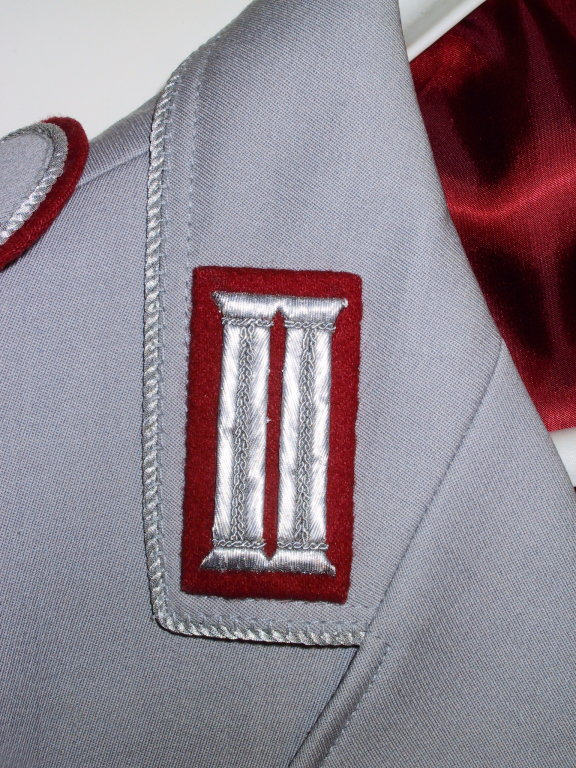
Kragenspiegel eines Artillerieoffiziers

Der Kragenspiegel ist eine der Effekten der Uniform der Bundeswehr, der auf die Ecken des Kragens des Dienstanzugs der Heeres- und Luftwaffenuniformträger angebracht ist. Die Farbe (Waffenfarbe) der Patte sowie die Form und Ausführung der auf dem Grundtuch aufgesetzten Applikationen lässt Rückschlüsse auf die Truppengattung, Teilstreitkraft oder auf eine besondere Dienststellung oder Dienstgradgruppe des Trägers zu. Kragenspiegel fanden sich bereits bei früheren deutschen Streitkräften und bis heute bei vielen Armeen aus aller Welt.
Aussehen und Trageweise bestimmt die Zentralvorschrift A1-2630/0-9804 – Anzugordnung für die Soldatinnen und Soldaten der Bundeswehr. Verschiedene technische Lieferbedingungen (TL 8455-0014, TL 84550028 /-29, sowie die TL 8455-0039 /-40) spezifizieren die Ausführung.

## Geschichte

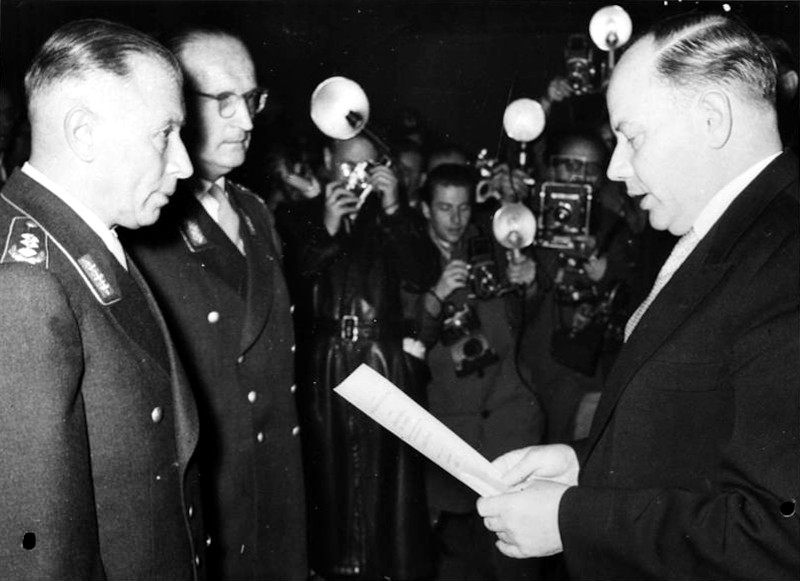
Die ersten Generale der Bundeswehr am Tag ihrer Ernennung: bereits mit Larisch-Stickereien auf Kragenspiegeln

Die Entwicklung der ersten Uniformen für die neu aufzustellende Bundeswehr stand unter dem Eindruck des Plans einer gemeinsam von westeuropäischen Staaten im Rahmen der Europäischen Verteidigungsgemeinschaft (EVG) zu bildenden gemeinsamen Armee. Um die neue deutsche Uniform optisch ein Stück weit an die Uniformen anderer westeuropäischer Staaten heranzurücken, verzichteten die deutschen Militärplaner bei der Einführung der Uniform 1955 – als der Plan der EVG eigentlich bereits aufgegeben worden war – auf allzu viel Anknüpfungspunkte an die Uniformtradition der Wehrmacht. Daher verzichtete man zunächst auch auf die Wiedereinführung der althergebrachten Kragenspiegel. Zur Unterscheidung der Truppengattungen im Heer kamen hier nach dem Vorbild der US-Streitkräfte charakteristische Metallembleme statt althergebrachter Kragenspiegel in Waffenfarben zur Anwendung. Allerdings wurden bereits 1956 in Bonn Rufe laut, man möge die traditionellen Kragenspiegel in Waffenfarbe wieder einführen. Generale hingegen trugen bereits seit Aufstellung der Bundeswehr die bis heute übliche Larisch-Stickerei auf hochrotem Grundtuch; Offiziere im Generalstabsdienst begannen etwa zeitgleich die traditionellen Kolbenstickereien zu tragen. Allerdings waren diese zunächst auf grauem Tuch gestickt; spätestens seit Ende 1956 dann aber auf dem heute bekannten karmesinroten Grundtuch.
Spätestens bis Frühjahr 1957 wurden die Kragenspiegel in Heer und Luftwaffe wieder eingeführt. Bei der Farbwahl orientierte man sich stark am Farbschema der Wehrmacht, vgl. dazu die Waffenfarben des Heeres der Wehrmacht und der Luftwaffe der Wehrmacht. 
Die Kragenspiegel des Heeres griffen die Form der traditionellen Kapellenlitzen wieder auf, die bis 1918 den preußischen Gardeeinheiten vorbehalten gewesen, im Heer der Reichswehr aber allgemein eingeführt worden waren; davon abweichend hatte im Heer der Wehrmacht die Panzertruppe Kragenspiegel mit Totenkopfemblem geführt. In der Bundeswehr wurde die Ausführung der Spiegellitzen etwas vereinfacht und die Farbe der Grundtücher leicht verändert. Der Kragenspiegel der Bundeswehr ist rechteckig, um ihn dem neuen Schnitt der Uniformen anzupassen, die nun statt des traditionellen Stehkragens zivil anmutende Kragen und Revers aufweisen. Die Kragenspiegel sind daher nun beinahe vertikal angeordnet, so dass das historische Vorbild waagerechter Knopflochstickereien nur noch zu erahnen ist.
Die Kragenspiegel der Luftwaffe sind von einheitlicher Form und Farbe. Im Unterschied zu jenen der Luftwaffe der Wehrmacht zeigen sie nicht mehr Dienstgrad und Truppengattung an. Das gelb-silberne Abzeichen aus einem eine Doppelschwinge umschließenden Eichenlaubkranz erinnert entfernt an die Kragenspiegel eines Luftwaffenmajors der Wehrmacht (siehe Dienstgrade der Luftwaffe (1935–1945)).
Zur Farbe des Grundtuchs aufgelöster Truppengattungen, zur einstigen Farbe noch bestehender Truppengattungen sowie zur ersten Farbe für Offiziere im Generalstabsdienst, siehe die Geschichte der Waffenfarben der Bundeswehr.

## Kragenspiegel für Heeresuniformträger

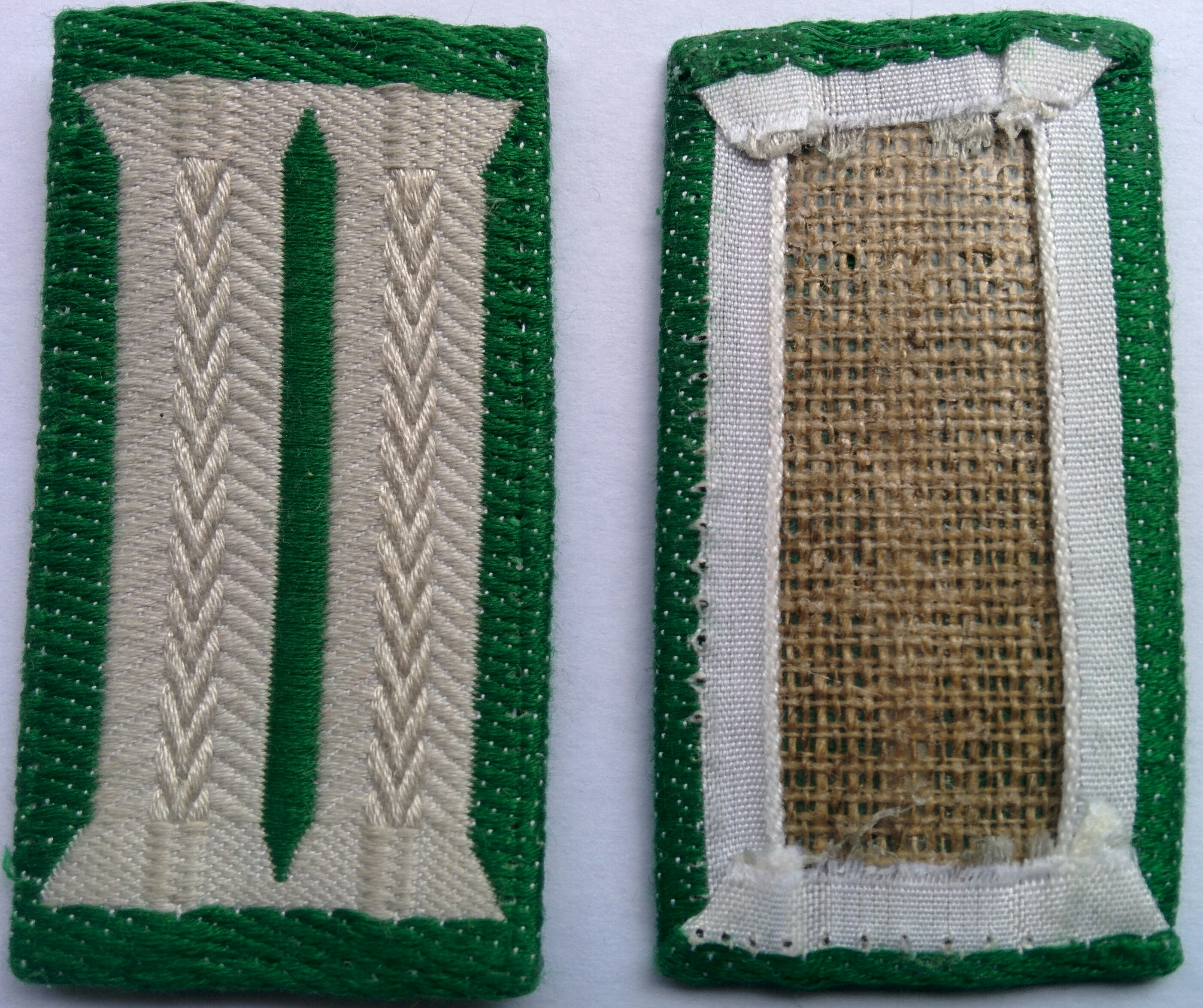
Gewebte Version für Mannschaften und Unteroffiziere der Infanterie und Panzergrenadiere

Die Kragenspiegel für Heeresuniformträger (außer für Generale und Offiziere im Generalstabsdienst) zeigen Spiegellitzen (auch genannt Balken oder Doppellitzen) in Form einer römischen Zwei („“) mit negativer Laufweite, so dass sich die beiden Zeichen unterschneiden, auf einem Grundtuch (die Patte) in Waffenfarbe, die sich nach der Truppengattung des Soldaten richtet. Der eigentliche Spiegel ist dabei der von den beiden spiegelsymmetrischen Litzen gebildete Zwischenraum, der an das sich dort bei historischen Uniformen einst befindliche Knopfloch erinnert.
Die Litzen der Offiziere (außer für Generale und Offiziere im Generalstabsdienst) und Oberfähnriche sind handgestickt aus mattem silberfarbenem Metallgespinst. Der Metallanteil des Gespinsts besteht aus Aluminiumdraht. In besonders repräsentativen Truppenteilen (dazu zählen beispielsweise das Stabsmusikkorps der Bundeswehr und das Wachbataillon beim Bundesministerium der Verteidigung) tragen alle Dienstgrade diese „hochwertige“ Ausführung der Kragenspiegel in den Waffenfarben grün und weiß.
Die Litzen der dienstlich gelieferten Kragenspiegel für alle anderen Unteroffiziere und Mannschaften sind aus mattgrauem (weißaluminium RAL 9006) Textilgespinst gewebt. Unteroffiziere dürfen nach ZDv 37/10 auch selbst beschaffte Kragenspiegel tragen. Die Litzen dieser selbstbeschafften Kragenspiegel sind aus dem gleichen mattgrauem Textilgespinst handgestickt, erscheinen jedoch durch die Erhabenheit je nach Ausführung deutlich hochwertiger, heller und glänzender als die gewebten und fast flachen dienstlich gelieferten Spiegellitzen.
Die folgende Tabelle zeigt die in der Bundeswehr dienstlich lieferbaren Kragenspiegel für Heeresuniformträger (Stand 2020):
| Truppengattung               | Infanterie und Panzergrenadiere | Panzertruppe | ABC-Abwehrtruppe | Feldjägertruppe | Artillerie- und Topografietruppe | Heeresfliegertruppe | Pioniertruppe | Fernmeldetruppe | Heeresaufklärungstruppe | (Heeres-) Logistiktruppe | Sanitätstruppe | Militärmusikdienst |
| Metallgespinst, handgestickt |                                 |              |                  |                 |                                  |                     |               |                 |                         |                          |                |                    |
| Textilgespinst, gewebt       |                                 |              |                  |                 |                                  |                     |               |                 |                         |                          |                |                    |

## Kragenspiegel für Luftwaffenuniformträger
| Gestickt | Gewebt |
| --- | --- |
| gestickte Kragenspiegel für Offiziere und Oberfähnriche (außer Generale und Offiziere im Generalstabsdienst) der Luftwaffe | dienstlich gelieferte gewebte Kragenspiegel für Unteroffiziere (außer Oberfähnriche) Mannschaften der Luftwaffe |

Die Kragenspiegel der Luftwaffenuniformträger (außer für Generale und Offiziere im Generalstabsdienst) zeigen auf goldgelbem (melonengelb RAL 1028) Grundtuch eine silberfarbene Schwinge (Doppelschwinge) im Eichenlaubkranz mit unterem Abschluss in Form einer Schleife. Der Begriff Kragenspiegel ist uneingeschränkt auch für diese Effekten der Luftwaffe gebräuchlich und wurde auch in der früheren Luftwaffe bereits seit 1935 gebraucht. Im strengen Wortsinn handelt es sich jedoch der Form nach hier nicht um einen „Spiegel“, der eigentlich ein durch beidseitige angebrachte Litzen verziertes Knopfloch war und wie man es bei der Ausführung für Heeresuniformen sowie für Generale und Offiziere im Generalstabsdienst immer noch erahnen kann.
Doppelschwinge sowie Kranz mit Schleife für Offiziere (außer Generale und Offiziere im Generalstabsdienst) und Oberfähnriche sind handgestickt aus Metallgespinst. Der Kragenspiegel ist mit einer silberfarbenen 2 mm dicken Metallgespinstkordel umrandet. Der Metallanteil des silberfarbenen Metallgespinsts für Stickereien und Kordel besteht aus Aluminiumdraht. Luftwaffenuniformträger aller Dienstgrade tragen in repräsentativen Truppenteilen (dazu zählen beispielsweise die Luftwaffenuniformträger im Wachbataillon) ebenfalls diese „hochwertige“ Ausführung.
Die Doppelschwinge sowie Kranz mit Schleife der dienstlich gelieferten Kragenspiegel für alle anderen Unteroffiziere und Mannschaften sind gewebt. Der Kragenspiegel ist durch einen silberfarbenen Nährand begrenzt. Die nach ZDv 37/10 silberfarben Schwinge, Kranz, Schleife und Nährand sind wie bei den „einfachen“ Kragenspiegeln der Heeresuniformträger aus weißaluminiumfarbigem Textilgespinst (RAL 9006) gefertigt. Unteroffiziere dürfen nach ZDv 37/10 auch selbst beschaffte Kragenspiegel tragen. Doppelschwinge, Kranz, Schleife, Kordel sind bei diesen selbstbeschafften Kragenspiegeln handgestickt, bestehen aber weiterhin aus dem gleichen weißaluminiumfarbigen Textilgespinst. Durch die herstellungsbedingte Erhabenheit erscheinen die handgestickten Kragenspiegel dennoch je nach Ausführung deutlich hochwertiger, heller und glänzender als die gewebten und fast flachen dienstlich gelieferten Kragenspiegel.

## Kragenspiegel für Generale und Offiziere im Generalstabsdienst

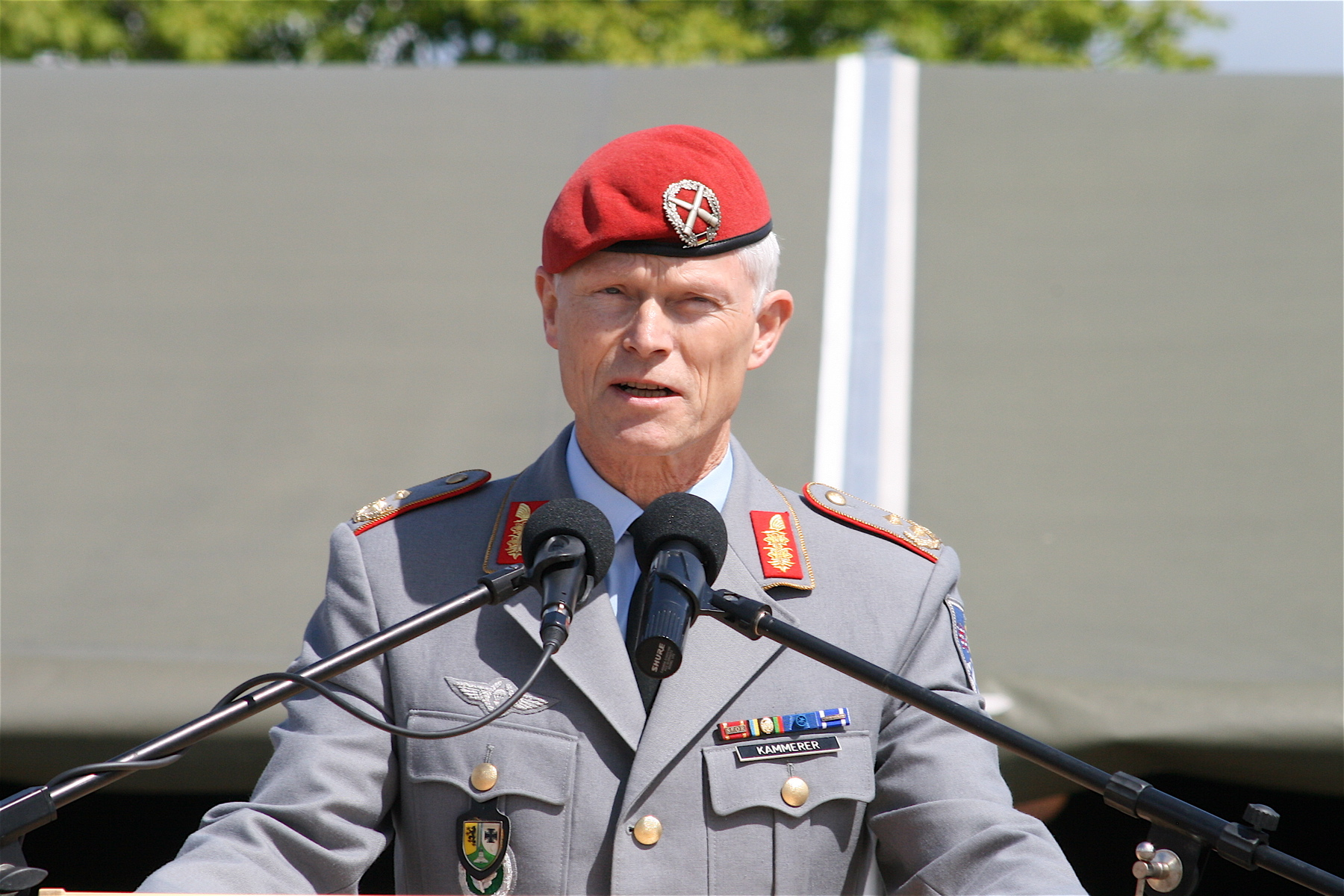
Generalmajor Kammerer mit den charakteristischen Effekten eines Generals: Larisch-Stickerei, hochrote Unterlage der Schulterklappen, goldene Paspelierung für Kragen und Schulterklappe, goldfarbene Knöpfe, goldfarbene Dienstgradabzeichen

Generale und Offiziere im Generalstabsdienst tragen besondere Kragenspiegel.
Alle Generale tragen handgestickte Goldstickereien auf hochroter (feuerrot RAL 3000) Unterlage. Die Kragenspiegel der Generale werden paarweise als Links- und Rechtsprofil getragen, die stilisierten Quasten als Abschluss der (symbolischen) Knopflöcher deuten dabei jeweils nach außen und imitieren so die herabbaumelnden Quasten historischer Uniformen, auch wenn durch die fast vertikale Stellung der Kragenspiegel der Bundeswehr diese Assoziation mit dem historischen Vorbild kaum mehr nahe liegt. Die Fäden für die Stickerei sind aus Metallgespinst, dessen Metallanteil aus Silberdraht mit Goldauflage besteht. Die arabeske Form dieser Knopflochstickerei wird auch als Eichenlaub- oder Larisch-Stickerei bezeichnet. Die Farbe des Grundtuchs entspricht der Waffenfarbe der Artillerie- und Topografietruppe.
Die Kragenspiegel für Offiziere im Generalstabsdienst (i. G.) zeigen eine handgestickte mattsilberne (mattalufarbene) Kolbenstickerei auf karmesinrotem (himbeerrot RAL 3027) Grundtuch. Die Fäden für die Stickerei sind aus Metallgespinst, dessen Metallanteil aus Aluminiumdraht besteht.
| Generale | Offiziere im General- stabsdienst |
|          |                                   |